# Homolophus vernale
Homolophus vernale is een hooiwagen uit de familie echte hooiwagens (Phalangiidae).